# By the Way (album)
Pour les articles homonymes, voir By the Way.
Albums de Red Hot Chili Peppers
Californication
(1999) Stadium Arcadium
(2006)
Singles
1. By the Way
Sortie : 24 juin 2002
2. The Zephyr Song
Sortie : 17 août 2002
3. Can't Stop
Sortie : 3 février 2003
4. Dosed
Sortie : 19 mai 2003
5. Universally Speaking
Sortie : 16 juin 2003

By the Way est le huitième album studio des Red Hot Chili Peppers sorti le 8 juillet 2002. Il est souvent considéré comme allant dans la continuité de Californication, précédent album sorti par le groupe de rock californien.
Les chansons de cet album sont toutefois plus mélodieuses que par le passé, l'atmosphère qui règne dans les paroles et musiques marquent véritablement une différence. Ceci est dû à l'absence de funk (à l'exception de quelques chansons comme By the Way, Throw Away Your Television ou Can't Stop) contrairement aux albums précédents. Cette nouvelle approche mélodique tient en grande partie au guitariste du groupe, John Frusciante. Sa fascination envers les Beach Boys se remarque dans de nombreux morceaux de guitare sur l'album. Lors d'une interview pour le magazine suédois Aftonbladet,  Frusciante a déclaré que pour cet album, il s'était inspiré de plusieurs guitaristes dont John McGeoch pour son travail sur les albums de Magazine et Siouxsie and the Banshees  et en particulier pour Juju, Adrian Fisher des Sparks  pour Kimono My House, Johnny Marr des Smiths, Vini Reilly de The Durutti Column and Keith Levine de Public Image Limited. 
Dans les shows en live du groupe, peu de chansons de cet album sont jouées, certainement à cause de ces tensions qui régnaient au moment de l'enregistrement. Mais certains tubes comme Throw Away Your Television ou Don't Forget Me sont devenus des morceaux incontournables de leurs concerts.
La réaction des fans vis-à-vis de By the Way a été très mitigée, même si le succès des singles By the Way, The Zephyr Song ou Can't Stop leur a apporté de nouveaux fans.
La pochette de l'album a été réalisé par le peintre américain Julian Schnabel, dont la fille Stella, qui a servi de modèle, avait à l'époque une liaison avec John Frusciante, et dont on retrouve le nom dans The Zephyr Song.

## Enregistrement
Les Red Hot Chili Peppers ont enregistré 28 chansons pour cet album, mais durant une interview avant la sortie de l'album, le groupe a expliqué qu'ils avaient préféré conserver les morceaux plus mélodieux pour leur album. Au total, 25 chansons sont sorties, 16 sur l'album, 7 sur les faces B des différents singles extraits de celui-ci et 2 comme chansons bonus via iTunes.
En 2006, Flea a déclaré à propos de By the Way et de la période qui a précédé son enregistrement : « C'était une mauvaise expérience pour moi. Il y avait des tensions dans le groupe, des tensions entre moi et John, et d'un point de vue créatif je ne me sentais pas à l'aise à l'intérieur du groupe. Je ne me sentais pas libre de m'exprimer. » Le mois suivant, le magazine britannique Q révèle que Flea avait l'intention de quitter le groupe après la tournée de promotion de By the Way. Toutefois, durant leur tournée en Europe à l'été 2004 (au cours de laquelle ils ont enregistré Live in Hyde Park), il était de nouveau prêt à continuer.

## Composition
La chanson Venice Queen a été composée comme une ode pour la thérapeute d'Anthony Kiedis, thérapeute aidant Anthony dans sa lutte contre la drogue, Gloria Scott, qui est morte quelque temps après qu'il lui a acheté une maison à Venice Beach en Californie. Il fit le deuil de sa mort et la considéra comme une perte très douloureuse : « We all want to tell her/Tell her that we love her/Venice gets a queen/Best I've ever seen. » (« Nous voulons tous lui dire/ Lui dire que nous l'aimons/ Venice avait une reine/ La meilleure que j'ai jamais vu ».
Chad Smith a emprunté le rythme joué par Ringo Starr sur Tomorrow Never Knows pour la chanson Warm Tape.

## Fiche technique
Les crédits sont issus du livret inclus dans la pochette du disque.

### Liste des titres
Toutes les chansons sont écrites et composées par Anthony Kiedis, Flea, John Frusciante et Chad Smith.
| 1.  | By the Way (24 juin 2002)           | 3:37 |
| 2.  | Universally Speaking (16 juin 2003) | 4:19 |
| 3.  | This Is the Place                   | 4:17 |
| 4.  | Dosed (19 mai 2003)                 | 5:12 |
| 5.  | Don't Forget Me                     | 4:37 |
| 6.  | The Zephyr Song (17 août 2002)      | 3:52 |
| 7.  | Can't Stop (3 février 2003)         | 4:28 |
| 8.  | I Could Die for You                 | 3:13 |
| 9.  | Midnight                            | 4:55 |
| 10. | Throw Away Your Television          | 3:44 |
| 11. | Cabron                              | 3:38 |
| 12. | Tear                                | 5:17 |
| 13. | On Mercury                          | 3:28 |
| 14. | Minor Thing                         | 3:37 |
| 15. | Warm Tape                           | 4:16 |
| 16. | Venice Queen                        | 6:07 |

| A1. | By the Way (24 juin 2002)           | 3:37 |
| A2. | Universally Speaking (16 juin 2003) | 4:19 |
| A3. | This Is the Place                   | 4:17 |
| A4. | Dosed (19 mai 2003)                 | 5:12 |
| B1. | Don't Forget Me                     | 4:37 |
| B2. | The Zephyr Song (17 août 2002)      | 3:52 |
| B3. | Can't Stop (3 février 2003)         | 4:28 |
| B4. | I Could Die for You                 | 3:13 |
| C1. | Midnight                            | 4:55 |
| C2. | Throw Away Your Television          | 3:44 |
| C3. | Cabron                              | 3:38 |
| C4. | Tear                                | 5:17 |
| D1. | On Mercury                          | 3:28 |
| D2. | Minor Thing                         | 3:37 |
| D3. | Warm Tape                           | 4:16 |
| D4. | Venice Queen                        | 6:07 |

#### Titres additionnels
| No | Titre            | présent sur                    | Durée |
| -- | ---------------- | ------------------------------ | ----- |
| 1. | Time             | face B de By the Way           | 3:49  |
| 2. | Teenager In Love | face B de By the Way           | 3:01  |
| 3. | Rivers of Avalon | face B de The Zephyr Song      | 3:41  |
| 4. | Out of Range     | face B de The Zephyr Song      | 4:01  |
| 5. | Body of Water    | face B de The Zephyr Song      | 4:44  |
| 6. | Someone          | face B de The Zephyr Song      | 3:26  |
| 7. | Slowly Deeply    | face B de Universally Speaking | 2:38  |
| 8. | Runaway          | bonus iTunes                   | 4:30  |
| 9. | Bicycle Song     | bonus iTunes                   | 3:23  |

### Interprètes
- Anthony Kiedis – chant
- Flea – guitare basse, trompette
- John Frusciante – guitare électrique, guitare acoustique, piano, claviers, synthétiseurs, mellotron, chœurs
- Chad Smith – batterie, percussions

### Équipe de production
- Rick Rubin – production
- Lindsay Chase – coordinateur de production
- Jim Scott – mixage
- Andrew Scheps – ingénieur du son
- Jason Wormer – ingénieur du son
- Ryan Hewitt – ingénieur du son
- Ethan Mates – ingénieur du son
- Vlado Meller – mastering
- Dave Lee – technicien (guitare)
- Marc Mann – chef d'orchestre

### Direction artistique
- Julian Schnabel – direction artistique, peinture et photographie